# Porte Sauvetout
La porte Sauvetout était une porte de l'enceinte médiévale de la ville de Nantes, en France. Il n'en reste que des vestiges, situés au sud de la place de Bretagne, dans l'axe des rues du Pont-Sauvetout et de la Boucherie, à proximité immédiate de l'ancien marché de Feltre et à deux pas de la basilique Saint-Nicolas.

## Présentation

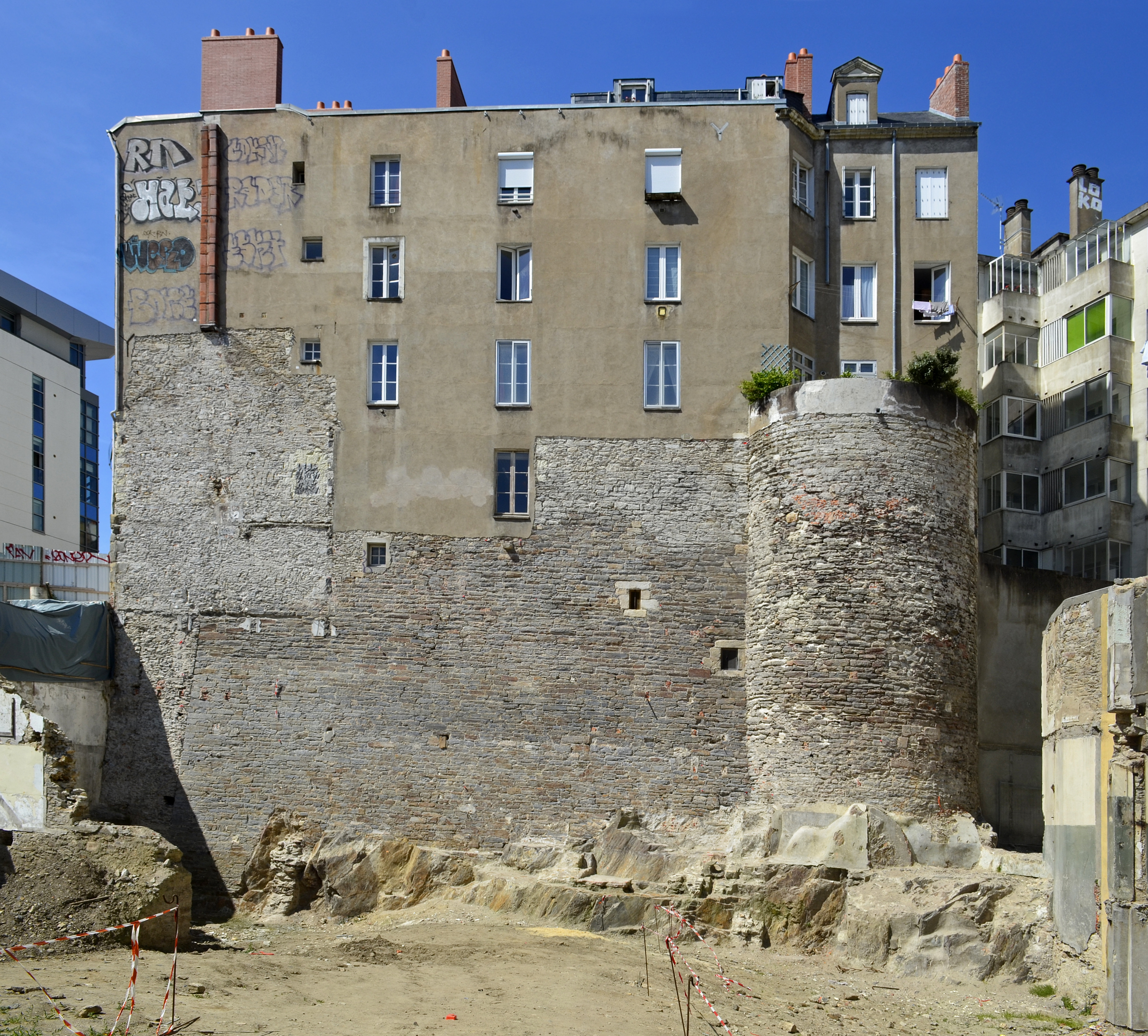
Vestiges des remparts et de la « tour du Haut-Pas » (à droite), datant du XVe siècle, vue de l'allée d'Orléans.

L'ensemble fortifié était composé de deux tours baptisées respectivement « tour Haut-le-Pied » (à l'ouest) et « tour de l'Erdre » (à l'est), ainsi que d'un pont-levis, qui menait au faubourg du Marchix. L'ouvrage primitif, édifié à la sortie nord du faubourg Saint-Nicolas par Pierre Mauclerc au XIIIe siècle, est plusieurs fois remanié. Dès le début du XIVe siècle, la porte Sauvetout est pourvue d’une douve creusée dans le coteau et renforcée par la construction d’un châtelet portant le même nom. Cette petite forteresse était renforcée à ses angles par deux autres tours : celle dite « du Bourreau » (à l'ouest) et, celle dite « du Haut-Pas » (à l'est). La « tour du Bourreau » était censée, comme son nom l'indique, abriter les appartements de l'exécuteur de la ville, même s'il semble qu'il résidait en réalité dans la « tour Haut-le-Pied ».
L'apparition de l’artillerie et l’état déplorable des remparts vont susciter un siècle et demi plus tard, entre 1456 et 1465, de grands travaux : réédification du pont de Sauvetout situé devant la porte et fortification de la porte elle-même.
De cet ensemble défensif, seule la base de la « tour Haut-le-Pied », en lits de granit et de schiste, est visible aujourd'hui. Les fondations de la « tour de l'Erdre » ayant été recouvertes dans sa grande partie lors de la construction du magasin Habitat situé à proximité,.
Cependant, au début du XXIe siècle, la destruction de l'immeuble à l'enseigne du Tisserand Breton et des bâtiments voisins permet la réapparition de la « tour du Haut-Pas », dont les vestiges seront remis au jour pour le public,. Le projet entamé en 2014 sur ce site est conçu pour permettre la préservation des vestiges de l'enceinte, qui seront visibles depuis les escaliers de la rue Beaurepaire.

## Historique

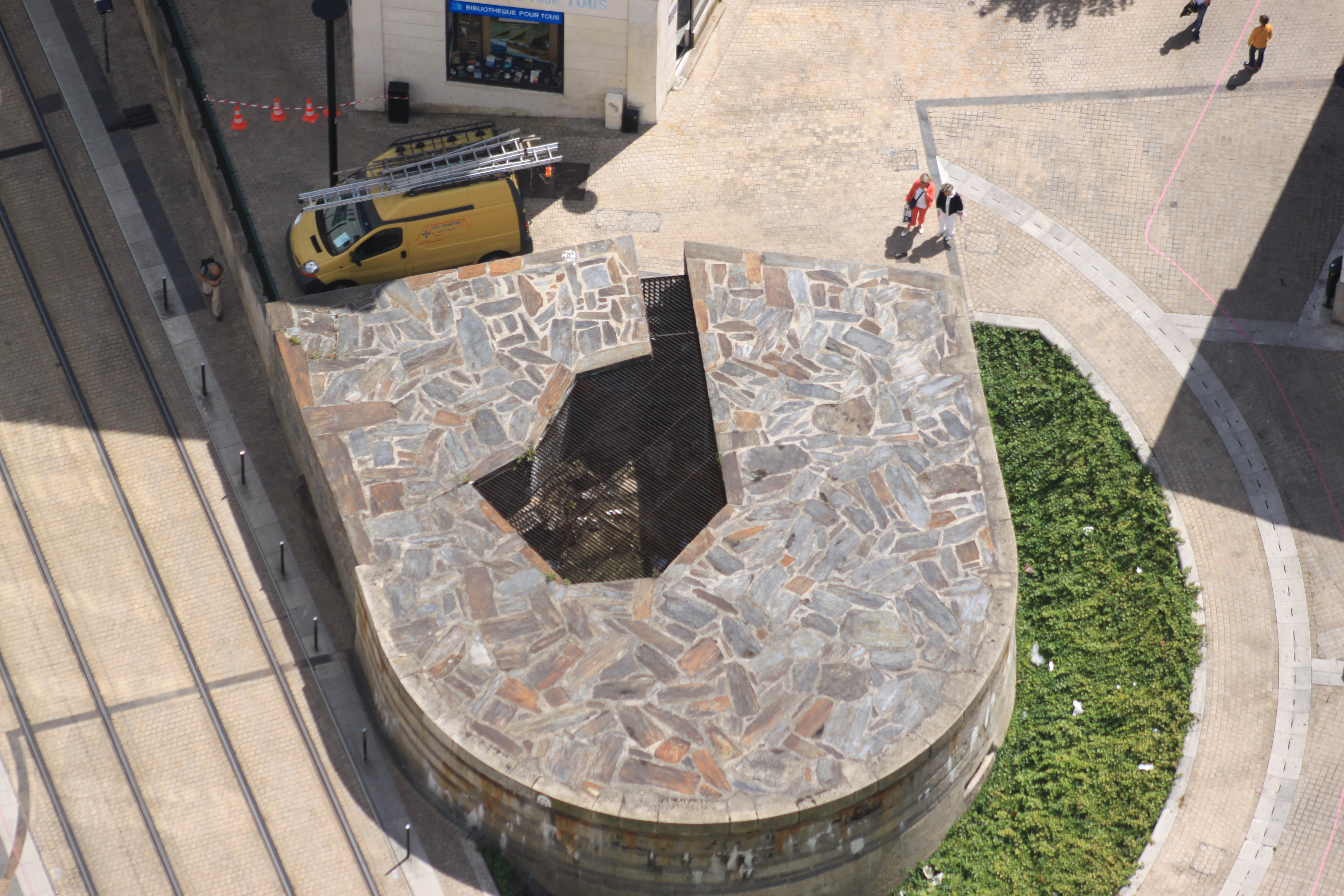
Tour Haut le Pied vue de la Tour Bretagne.

On y exhibe, fichée sur un pieu, la tête d'Olivier IV de Clisson, décapité aux Halles à Paris, le 2 août 1343, sur ordre du roi Philippe VI de Valois.
Le 8 novembre 1498, le chapitre de la cathédrale vient y accueillir, en grand cortège, la duchesse Anne de Bretagne qui fait route vers son château pour y épouser le roi Louis XII.
Selon Henri de Berranger, l'une des deux tours de la porte « fut coiffée en 1839 par l’industriel Mollière d’une tour à plomb qui subsista jusqu'à la fin du siècle ».